# Richard Biggs
Richard James Biggs II (n. 18 martie 1960, Columbus, Ohio, SUA – d. 22 mai 2004, Los Angeles, California, SUA) a fost un actor american de televiziune și de teatru, cunoscut pentru rolurile sale din serialele de televiziune Days of Our Lives și Babylon 5. 
Din 1987 până în 1994, Biggs a jucat rolul doctorului Marcus Hunter în telenovela Days of Our Lives.
A apărut ca dr. Stephen Franklin în serialul SF Babylon 5 (1994–1998), rejucând acest rol în ultimul episod al serialului spin-off, Cruciada („Each Night I Dream of Home ”).
S-a căsătorit cu Lori Gebers la 1 august 1998. Au avut doi copii, Richard James al III-lea și Hunter Lee.  
Biggs s-a prăbușit la domiciliul său din Los Angeles și a murit la Centrul Medical Providence Saint Joseph din cauza complicațiilor care decurg din disecția aortică pe 22 mai 2004. 